# Die Geschiedenen
Die Geschiedenen ist ein deutsches Stummfilmlustspiel aus dem Jahre 1917 mit dem damals bekannten Filmpaar Viggo Larsen und Wanda Treumann in den Hauptrollen. Larsen führte auch Regie.

## Handlung
Axel und Marion von Veldkamp waren einst miteinander verheiratet, bis eines Tages die Verschwendungssucht seiner Gattin den Ehemann in die Scheidung trieb. Trotzdem haben die beiden sich nie entliebt. Ein Ereignis bringt die Geschiedenen eines Tages wieder zusammen. Der Notar Dr. Brunner hat zum Termin gebeten, denn ein Onkel Axels ist verstorben und hat, wohl in Unkenntnis der Scheidung, die beiden bedacht. Je zur Hälfte sollen nun Axel und Marion sein Barvermögen wie auch sein Haus erhalten. Das Erbe hat allerdings einen Haken: Axel und Marion müssen in trauter Eintracht ins Haus ziehen, sonst fällt das gesamte Erbe wohltätigen Stiftungen zu. Axel und Marion ahnen nicht, dass der Onkel sehr wohl von ihrer beider Trennung wusste und hoffte, auf diesem Weg das Paar, das eigentlich wie füreinander geschaffen ist, wieder zusammenbringen zu können.
Dem geschiedenen Paar ist diese ganze Angelegenheit recht unangenehm, man fügt sich aber dem letzten Willen des Onkels, weil man ja auf ein so hohes Erbe nicht verzichten möchte. Prompt herrscht zwischen den beiden Ex-Eheleuten Kleinkrieg. Axels Diener Paul, der sich gut mit Marions Zofe versteht, trägt diesem zu, dass die Zofe ihm verraten habe, dass sich Marion demnächst mit einem reichen Amerikaner namens Jon Castor verloben wolle. Eifersüchtig wie er ist, überlegt Axel nun, ob er nicht gleiches mit gleichem vergelten solle und eine eigene „Verlobte“ erfinden solle, von deren Existenz Marion über Paul bzw. ihre Zofe erfahren möge. Gesagt, getan. Marion ist daraufhin ähnlich eifersüchtig wie bereits Axel. Dieser dreht nun weiter an der Eskalationsschraube und lässt verlauten, dass er einen zweiten Diener einstellen wolle, denn für einen Diener sei die Arbeit für sich und seiner Zukünftigen einfach zu viel. 
Marion kocht vor Wut und verkleidet sich daraufhin als Diener, um auf diesem Wege ihrem Ex auf die Finger sehen zu können. Natürlich erkennen alle Anwesenden im Haus Marion unter der Verkleidung, und Axel macht sich einen Riesenspaß daraus, den falschen, neuen Diener mit einem Höchstmaß an unangenehmer Arbeit zu überhäufen. Um seine kleine aber feine Rache auf die Spitze zu treiben, gibt er dem falschen Diener die Order, an seinem Verlobungsabend vor den geladenen Gästen aufzutischen. Als an jenem Abend er die Verlobung ankündigen will, stürzt Marion in der Diener-Verkleidung aus dem Saal, und Axel läuft ihr hinterher. Schließlich kommt es zur Versöhnung der beiden sich noch immer liebenden Geschiedenen.

## Produktionsnotizen
Die Geschiedenen entstand zum Jahresbeginn 1917 im Messter-Film-Atelier in Berlins Blücherstraße 32, passierte im April 1917 die Filmzensur und wurde noch im selben Monat uraufgeführt. Die Filmlänge des Vierakters lag bei etwa 1400 Metern, ein Jugendverbot wurde erteilt.

## Kritik
„…namentlich Wanda Treumann ist es, die uns entzückt, sie spielt wahrlich unübertrefflich. (…) Neben der feinen Handlung und diskreten Darstellung ist auch die brillante Regie zu loben, die sich dem vornehmen Milieu voll und ganz anpaßt.“